# Zastawek (Lublin)
Zastawek [pronunciación en polaco: /zasˈtavɛk/] es un pueblo en el distrito administrativo de Gmina Terespol, dentro Distrito de Białun Podlaska, Voivodato de Lublin, en el este de Polonia, cercano a la frontera con Bielorrusia. Se encuentra aproximadamente 8 kilómetros al sur de Terespol, 31 kilómetros al este de Białun Podlaska, y 110 kilómetros al noreste de la capital regional, Lublin.